# Cecilia Sala
Cecilia Sala (Roma, 26 de julio de 1995) es una periodista italiana, especializada en periodismo político y cobertura de noticias internacionales.

## Biografía
Nació en Roma en 1995. De 2014 a 2018 estudió economía en la Universidad Comercial Luigi Bocconi de Milán, pero interrumpió sus estudios antes de graduarse.Ha trabajado tanto en redacciones como como periodismo independiente, ocupándose principalmente de asuntos internacionales. En 2015 comenzó colaborando como corresponsal y reportera en Vice; posteriormente trabajó con Michele Santoro en el Servizio Pubblico de LA7, donde se convirtió en periodista profesional.
En su vida laboral colaboró con Vanity Fair, L'Espresso, Rai y Will Media, y trabajó en el equipo editorial de Otto e mezzo en LA7. En  2019 se unió al equipo editorial de Il Foglio. En 2020 Polvere fue publicado por el Huffington Post, un podcast sobre el asesinato de Marta Russo en colaboración con Chiara Lalli, producido por Emons Record y Miyagi.En mayo de 2021, la serie de audio también se convertiría en un libro, Polvere. El caso Marta Russo, publicado por Arnoldo Mondadori Editore Strade Blu. A partir de 2022 un nuevo pdcast, Stories, de  Chora Media, que cuenta historias del mundo todos los días.

### Detención en Irán
Sala, que es muy popular entre el público italiano, especialmente entre las personas jóvenes,el 19 de diciembre de 2024 fue arrestada en Teherán, Irán, mientras se encontraba en el país con una visa de periodista.Los últimos episodios del podcast diario de Sala, grabados en Teherán, incluyen entrevistas con la humorista disidente Zeinab Musavi y con el exgeneral Hossein Kanani Moghaddam, uno de los fundadores de la Guardia Revolucionaria, las fuerzas de élite de la República Islámica.
La noticia fue anunciada por el Ministerio de Asuntos Exteriores el 27 de diciembre. Estaba recluida en régimen de aislamiento en la prisión de Evin de Teherán, conocida por la detención y tortura de opositores políticos.El 27 de diciembre, la embajadora italiana en Teherán, Paola Amadei, se reunió con Sala en prisión.
El 30 de diciembre de 2024, el Ministerio de Cultura de Irán finalmente confirmó su arresto por «violar las leyes de la República Islámica», aunque, sin aclarar los delitos exactos que se le imputaban. Tres días antes de su arresto por parte de la República Islámica de Irán, Italia había arrestado a un miembro de la Guardia Revolucionaria Islámica de Irán que se encontraba en suelo italiano.
El 8 de enero de 2025, fue liberada por las autoridades iraníes e inmediatamente abandonó Irán y regresó a Italia.

## Podcasts
- Dust, podcast producido por Emons Record y Miyagi (2020)
- Stories, podcast diario producido por Chora Media (desde 2022)

## Televisión
- Cuadrado limpio (LA7)
- El martes (LA7)
- El aire que sopla (LA7)
- Las palabras (Rai 3)
- En otras palabras (LA7)

## Premios y reconocimientos
- En 2021 ganó el premio periodístico de comunicación 'Li omini boni'.[16]
- En 2022 ganó el premio de periodismo "Nilde Iotti" en la sección de prensa escrita con el artículo Il grande Satana per noi. Entrevista al vicepresidente de la República Islámica de Irán, publicada en Vanity Fair.[17]
- En 2022 ganó el premio "Penna d'Oro Giovani Talenti".[18]
- Chiara Lalli (2021). Il caso Marta Russo. Milano: Mondadori. ISBN 9788804739791. OCLC 1350716230.
- Cecilia Sala (2023). L'incendio. Milano: Mondadori. ISBN 8804735422. OCLC 1401104309.